# Weserniederung am Heiligenberg
Die Weserniederung am Heiligenberg ist eine Niederung der Weser und ein Naturschutzgebiet in der niedersächsischen Gemeinde Heyen in der Samtgemeinde Bodenwerder-Polle im Landkreis Holzminden.

## Allgemeines
Das Naturschutzgebiet mit dem Kennzeichen NSG HA 225 ist circa 7,3 Hektar groß. Das 5,97 Hektar große FFH-Gebiet „Quellsumpf am Heiligenberg“ ist Bestandteil des Naturschutzgebietes. Der als FFH-Gebiet ausgewiesene Bereich im Naturschutzgebiet ist gleichzeitig zum größten Teil auch Bestandteil des EU-Vogelschutzgebietes „Sollingvorland“. Das Naturschutzgebiet grenzt am Heiligenberg an Teile des Landschaftsschutzgebietes „Sollingvorland-Wesertal“. Das Gebiet steht seit dem 30. Juni 2016 unter Schutz. Zuständige untere Naturschutzbehörde ist der Landkreis Holzminden.

## Beschreibung
Das Naturschutzgebiet liegt nördlich von Bodenwerder am Hangfuß des Heiligenberges als Teil des Weserberglandes. Es stellt einen Bereich in der Weseraue zwischen dem Weserufer und dem Heiligenberg unter Schutz, der durch einen langgestreckten Quellhorizont mit zahlreichen naturnahen Bachläufen, Quellbereichen und Kalktuffquellen geprägt ist. Entlang des Quellhorizontes haben sich Kalk-Quellmoore entwickelt. Hier ist u. a. die Bauchige Windelschnecke heimisch. Auch die Gestreifte Quelljungfer findet im Naturschutzgebiet einen geeigneten Lebensraum. Im Auebereich der Weser befindet sich ein Flutrinnensystem.
Auf den feuchten Standorten stocken Eichen-Hainbuchenmischwald und Waldmeister-Buchenwald. Der Eichen-Hainbuchenwald wird von den kennzeichnenden Baumarten Stieleiche und Hainbuche sowie Winterlinde geprägt. Die Strauchschicht wird vor allem von Gemeiner Hasel und Eingriffeligem Weißdorn gebildet. In der Krautschicht sind Buschwindröschen, Waldmeister, Große Sternmiere sowie Einblütiges Perlgras und Waldflattergras zu finden. Der Buchenwald setzt sich aus Rotbuche, Esche, Bergahorn, Vogelkirsche, Stieleiche, Hainbuche und Zitterpappel zusammen. Strauch- und Krautschicht werden von Pfaffenhütchen, Waldfrauenfarn, Echtem Wurmfarn, Waldmeister, Gewöhnlicher Goldnessel, Vielblütiger Weißwurz, Einblütigem Perlgras und Waldsegge gebildet.
Im Nordwesten des Naturschutzgebietes stockt ein von Quellrinnsalen durchzogener Erlen-Eschen-Auwald. Die Auwälder werden in erster Linie von Gewöhnlicher Esche und Schwarzerle gebildet. Das Weserufer wird stellenweise von Weidenauwald begleitet. Hier gesellt sich die Flatterulme dazu. Strauch- und Krautschicht werden u. a. von Gemeiner Hasel, Sumpfsegge, Winkelsegge, Riesenschwingel, Resenschmiele, Hainampfer und Hoher Schlüsselblume gebildet. Insbesondere die Auwaldbereiche weisen einen hohen Alt- und Totholzanteil mit Höhlenbäumen auf.
Im Naturschutzgebiet siedeln Schilfröhrichte, Rohrglanzgrasröhrichte und Bestände des Drüsigen Springkrautes. Auch feuchte Hochstaudenfluren, u. a. mit Gewöhnlicher Pestwurz und Echter Zaunwinde sind zu finden. Weiterhin kommen u. a. Schmalblättriger Merk und Bitteres Schaumkraut vor. Das Naturschutzgebiet ist u. a. Lebensraum von Uhu, Rot- und Schwarzmilan, Grau- und Schwarzspecht, Schwarzstorch, Graureiher und Neuntöter.
Entlang des Hangfußes des Heiligenbergs verläuft ein Weg, der betreten werden darf. Die Quellmoore und deren Umfeld werden zur Offenhaltung regelmäßig gemäht. Im Naturschutzgebiet vorkommende, nicht standorttypische Waldbestände sollen langfristig in standorttypische Bestände umgewandelt werden.